# Afrikaanse sperwer

Afrikaanse sperwer in de Iconographia Zoologica (1700-1880)

Afrikaanse sperwer in de Iconographia Zoologica, 1835

De Afrikaanse sperwer (Accipiter rufiventris) is een roofvogel uit de familie van de havikachtigen (Accipitridae). Ze vormt een superspecies met de sperwer (A. nisus) en mogelijk ook de Madagaskarsperwer (A. madagascariensis).

## Kenmerken
Hij is 30 tot 38 centimeter groot, weegt 105 tot 210 gram en heeft een spanwijdte van 65 à 70 cm.

## Verspreiding en leefgebied
De Afrikaanse sperwer leeft in Afrika, ten zuiden van de Sahara en is algemeen in bosgebieden in Zuidelijk Afrika. Er worden twee ondersoorten onderscheiden:
- A. r. perspicillaris: Ethiopië.
- A. r. rufiventris: van oostelijk Congo-Kinshasa tot Kenia en Zuid-Afrika.